# Untermainbrücke

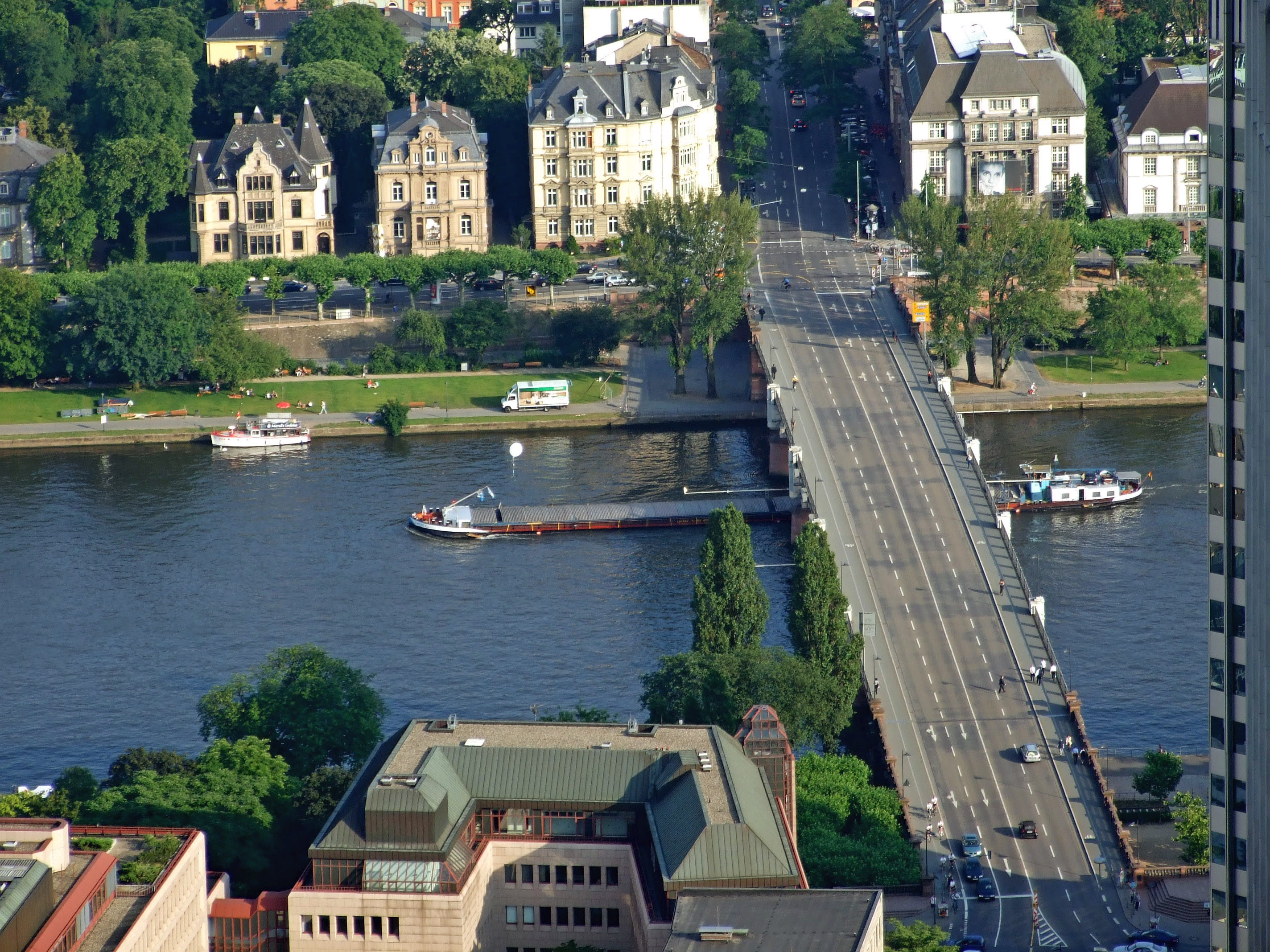
Die Untermainbrücke, Richtung Sachsenhausen

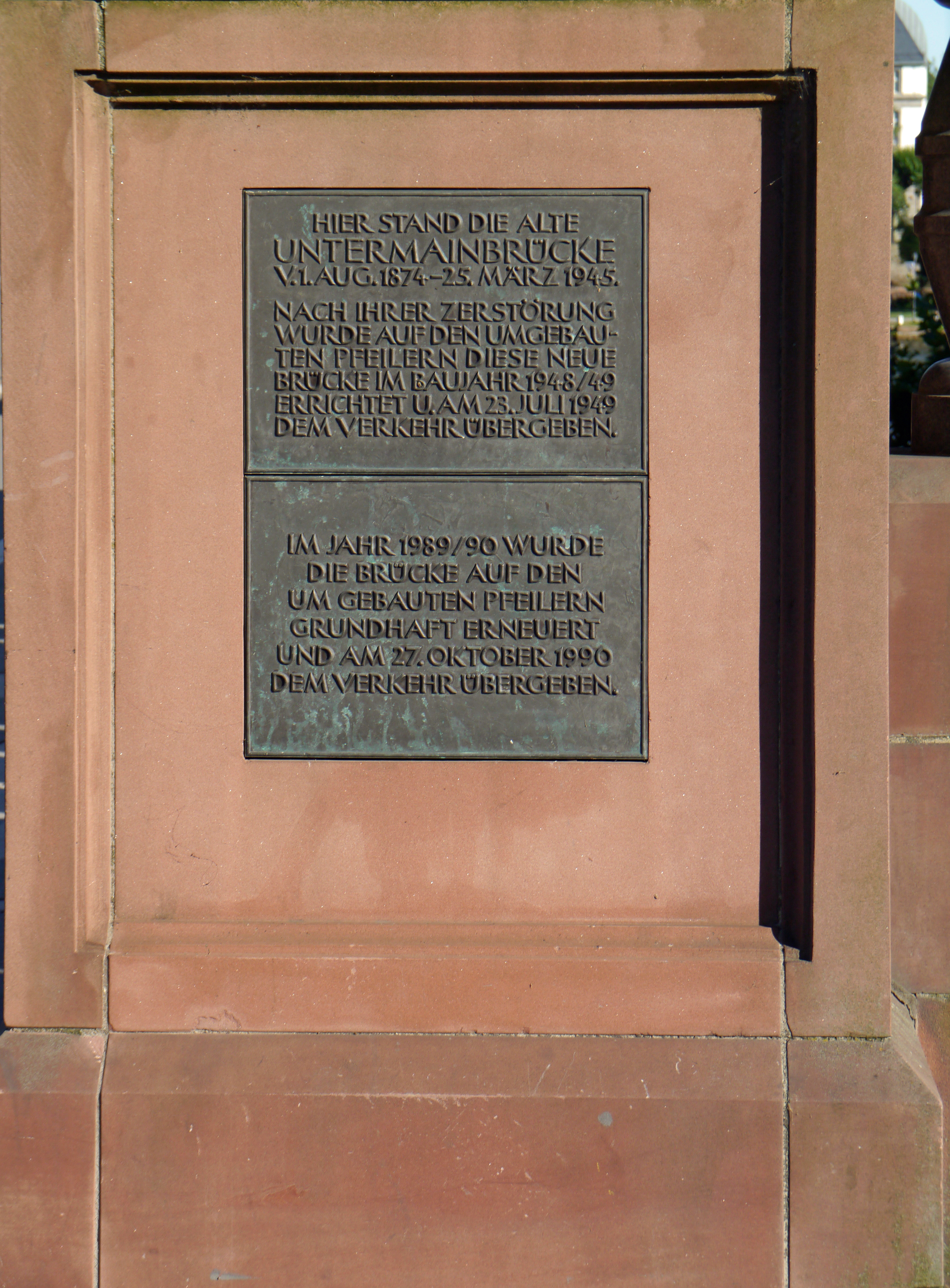
Gedenktafeln zur Brückenhistorie

Die Untermainbrücke ist eine Straßenbrücke über den Main in Frankfurt am Main. Sie verbindet bei Mainkilometer 34,840 die Neue Mainzer Straße in der Innenstadt mit der Schweizer Straße in Sachsenhausen. Sie wurde von 1872 bis 1874 durch Peter Schmick erbaut und am 26. März 1945 gesprengt. 1948/49 erfolgte der Wiederaufbau. 1989 und 1990 wurde die Brücke im Rahmen einer Totalsanierung bis auf die Brückenpfeiler abgetragen und neugebaut.

## Geschichte
Die Untermainbrücke entstand 1872 bis 1874 als vierte Mainbrücke Frankfurts, war jedoch nach der aus dem Mittelalter stammenden Alten Brücke erst die zweite Straßenbrücke. Die Vorlandbrücken – zwei Bögen am nördlichen und drei am südlichen Ufer – sowie die vier Strompfeiler waren in Rotem Mainsandstein errichtet. Über den Fluss spannten sich fünf schmiedeeiserne Fachwerkbögen von je 32 Metern lichter Weite. Die gesamte Brücke war 252 Meter lang und 19,65 Meter breit. Die Baukosten betrugen 1,1 Millionen Mark.
Seit 1896 befuhr eine Pferdebahn die Untermainbrücke, die als eine der ersten Straßenbahnlinien Frankfurts 1899 elektrifiziert wurde.
1933 wurde die Brücke in Adolf-Hitler-Brücke umbenannt. Am 26. März 1945 wurden drei der Strombögen zusammen mit den anderen Mainbrücken durch ein Sprengkommando der Wehrmacht gesprengt.
Ende 1945 wurde auf die weitgehend unbeschädigten Pfeiler eine provisorische Holz-Stahl-Konstruktion gesetzt, um die – nun zurückbenannte – Brücke wenigstens wieder für den Fußgängerverkehr nutzbar zu machen. Im Juni 1948 begann der Wiederaufbau. Auf den vorhandenen Pfeilern entstand anstelle der alten Bögen eine Balkenbrücke, die bereits am 23. Juli 1949 eröffnet wurde. Die Sandsteinbögen am nördlichen und südlichen Ufer blieben dabei erhalten. Die Kosten für den Wiederaufbau betrugen 2.640.000 DM.
1984 wurde der Straßenbahnbetrieb über die Brücke eingestellt. 1989/90 musste die Brücke aufgrund der inzwischen aufgetretenen Bauschäden vollständig erneuert werden. Der gesamte Brückenträger wurde abgetragen und neu erbaut. Dabei wurden die Bögen und das Sandsteingeländer der Vorlandbrücken historisch getreu rekonstruiert. Dazwischen spannt sich eine moderne Balkenbrücke in Stahl-Beton-Verbundbauweise.